# Camp de concentration de Börgermoor
Le camp de concentration de Börgermoor était un camp de concentration du Troisième Reich situé dans l'arrondissement du Pays de l'Ems en Basse-Saxe. Ouvert dès le début de la répression politique en 1933, il fait office de camp de travail et est rattaché au camp principal de Papenbourg.
Y sont internés des opposants politiques du régime.  Les prisonniers doivent effectuer des travaux agricoles dans les environs marécageux du camp, d'où leur surnom de « soldats des marais ».

## Internés célèbres
- Carl von Ossietzky, Prix Nobel de la paix
- Wolfgang Langhoff, coauteur du Chant des marais et organisateur en 1933 du spectacle Zirkus Konzentrazani dans le camp. Libéré en 1934, il publie son témoignage, traduit en français dès 1935, dans lequel il transcrit de mémoire la mélodie du chant
- Rudolf Goguel, cocompositeur (amateur) du Chant des marais, (en allemand Börgermoorlied)
- Johann Esser, poète amateur auteur des paroles du Börgermoorlied
- August Landmesser, ouvrier connu pour son apparition sur une photographie où il refuse d'effectuer le salut nazi
- Eugène Weidmann, tueur en série allemand ayant sévi principalement en France et dernier guillotiné en public.